# Matua
Matua (rusky Матуа, japonsky 松輪島) je neobydlený vulkanický ostrov ve střední skupině Kurilských ostrovů v Ochotském moři na severozápadě Tichého oceánu. Na mapě v ruském zeměpisném atlasu z roku 1745 je zaznamenán jako Urigikaj (Уригикай). Administrativně náleží k severokurilskému okresu Sachalinské oblasti (od roku 1946). Během druhé světové války měl ostrov strategický význam a byla zde jedna z největších japonských námořních základen. Domorodí obyvatelé ostrova byli lovci a sběrači Ainuové, po roce 1875 byli vysídleni a nahrazeni japonskou armádou, kterou v roce 1945 vystřídala sovětská armáda.
Podle jedné verze znamená Matua v ainštině „pekelná ústa“, podle jiného názoru je etymologie nejasná.

## Historie
Ainuové dlouho ostrov navštěvovali při loveckých a rybářských výpravách, ale v době kontaktů s Evropany nebyl trvale osídlen.
Objevuje se na mapě z období Edo datované roku 1644, kde je vyznačen jako feudální držba klanu Macumae. Šógunát Tokugawa vlastnictví klanu Macumae v roce 1715 potvrdil. Některé rané evropské prameny označují ostrov jako Raukoke.
V zimě 1756/1757 na ostrově přezimoval ruský cestovatel Andrejan Mojsejevič Jurlov spolu s posádkou ruské obchodní lodě.
Svrchovanost nejprve smlouvou ze Šimody přešla na Rusko, posléze byla navrácena Petrohradskou smlouvou spolu s dalšími Kurilskými ostrovy Japonsku. Administrativně byl ostrov spravován z Hokkaidó jako součástí podprefektury Nemuro.
Během druhé světové války měla japonská císařská armáda na ostrově posádku a letiště, jehož dráha byla orientována východo-západně. Hostovala na něm i námořní Kókútai 553, vyzbrojená střemhlavými bombardéry Aiči D3A (Val). Posádku o počtu 7–8 tisíc mužů tvořil 41. samostatný smíšený pluk, 6. samostatná tanková rota a podpůrné jednotky. V průběhu roku 1944 americké vojenské letectvo opakovaně bombardovalo japonská zařízení na ostrově a lodě amerického námořnictva jej ostřelovaly. Několik japonských nákladních lodí Američané potopili poblíž ostrova nebo v přístavu. Japonská pobřežní baterie potopila 1. června 1944 americkou ponorku USS Herring. V závěru druhé světové války Rudá armáda provedla výsadkovou operaci při které japonská posádka složila zbraně a Rudá armáda obsadila ostrov bez boje.
Krátce po válce americký prezident Harry S. Truman navrhl sovětskému vůdci Josifu Stalinovi, aby neobydlený ostrov přešel pod správu USA, které by zde vybudovaly svou vojenskou základnu. Stalin souhlasil pod podmínkou, že USA převedou pod svrchovanost SSSR jeden z Aleutských ostrovů. USA tuto variantu nepřijaly a Matua tak zůstala pod sovětskou svrchovaností.
V roce 2021 ruská Tichomořská flotila rozmístila na ostrově mobilní obranný raketový systém K300 Bastion, který je určen k ochraně pobřeží. Na ostrově byly zřízeny trvalé ubikace pro vojáky a garáže pro vozidla. Příslušnici raketového vojska Tichomořské flotily sledují 24 hodin denně přilehlé vody a průlivy.

## Geografie a geologie

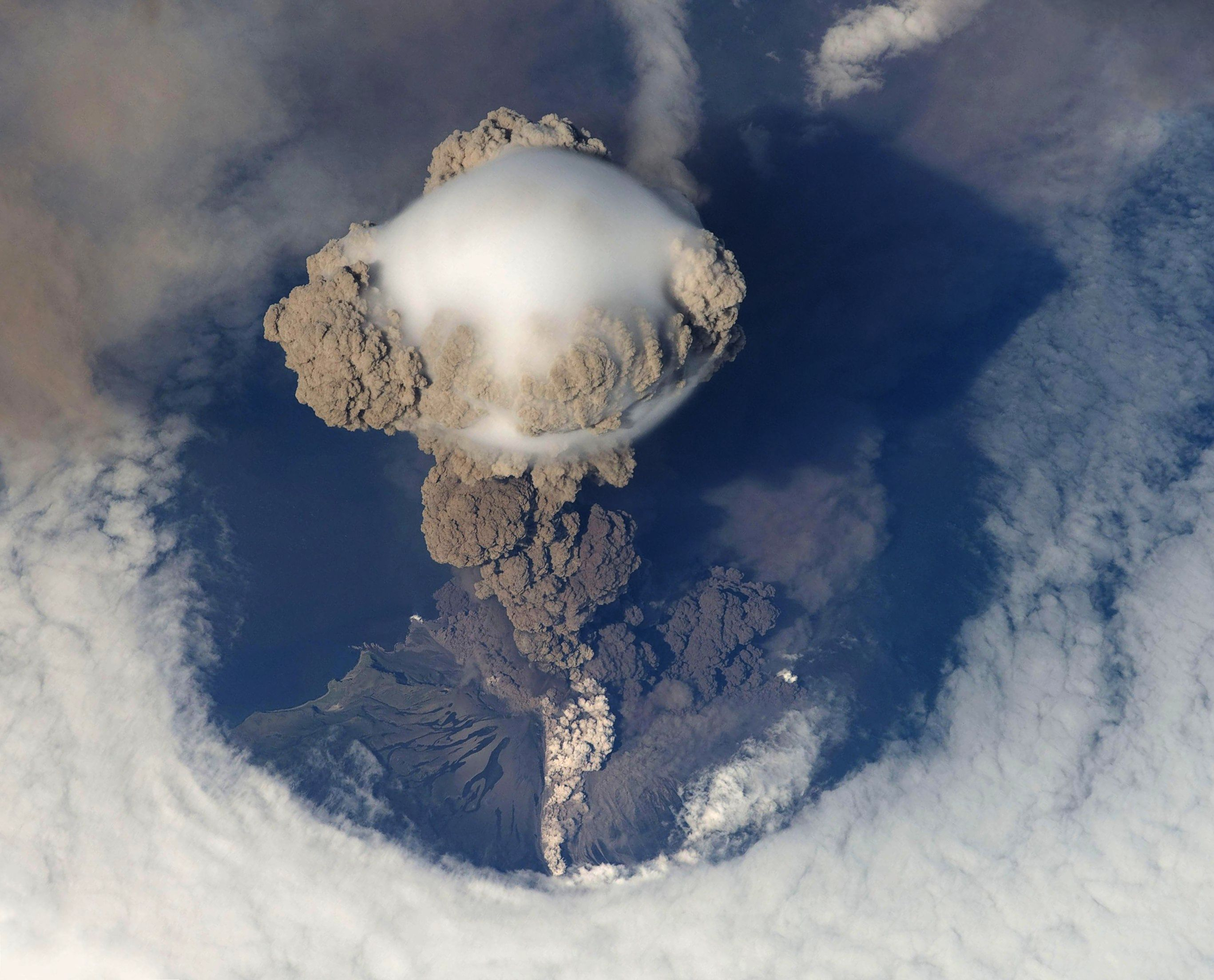
Erupce vulkánu Saryčeva v roce 2009 pozorována ze stanice ISS

Ostrov přibližně oválného tvaru má délku 11 km, šířku 6,5 km a rozlohu 52 km², pobřeží měří 30,3 km. Na jihovýchodě ostrova leží dvě opuštěná sídla – Saryčevo (Сарычево) a Gubanovka (Губановка). U východního břehu se ve vzdálenosti 1,3 km nalézá ostrůvek Toporkovyj (Топорковый) o rozloze okolo 1 km² s nejvyšším bodem 70 m n. m. Jméno dostal podle papuchalka chocholatého (Fratercula cirrhata), který na březích hnízdí (rusky топорок).
Ostrov je kompozitní stratovulkán se dvěma hlavními vrcholy: vulkánem Saryčeva (1 446 m n. m.) a výrazně nižším vrcholem Tengaizan (127 m n. m.) na jihu.

## Podnebí
Ačkoli leží na stejné zeměpisné šířce jako Paříž nebo Seattle, proud Ojašio na západě aleutské níže přináší na ostrov subarktické podnebí (Dfc podle Köppenovy klasifikace podnebí), které se přibližuje polárnímu podnebí (ET). Na rozdíl od subarktického klimatu typického pro Sibiř či Mongolsko jsou na ostrově silné dešťové a sněhové srážky i mlhy. Zimy jsou mírnější než v odpovídajících zeměpisných šířkách Mandžuska: průměrná teplota v nejchladnějším měsíci je −6,1 °C oproti −17,8 °C v Cicikaru. Stejně jako na všech Kurilských ostrovech, i zde dochází k sezónnímu zpoždění, přičemž nejmírnějším měsícem je srpen a únor nejchladnějším.